# كوفانديك
كوفانديك (بالروسية: Кувандык) هي إحدى مدن روسيا في الكيان الفدرالي الروسي أورنبرغ أوبلاست. تقع على نهر ساكراما في الطرف الجنوبي من جبال الأورال، 194 كيلومتر (121 ميل) شرق أورينبورغ، المركز الإداري للمقاطعة.